# Jakub Friedberger
Jakub Friedberger (ur. 30 lipca 1984 w Pradze) – czeski wioślarz.

## Osiągnięcia
- Mistrzostwa Świata Juniorów – Duisburg 2001 – czwórka bez sternika – 11. miejsce[1].
- Mistrzostwa Świata Juniorów – Troki 2002 – ósemka – 1. miejsce[1].
- Mistrzostwa Świata U-23 – Amsterdam 2005 – ósemka – 5. miejsce[1].
- Mistrzostwa Świata U-23 – Hazewinkel 2006 – dwójka bez sternika – 4. miejsce[1].
- Mistrzostwa Świata – Monachium 2007 – dwójka ze sternikiem – 8. miejsce[1].
- Mistrzostwa Europy – Poznań 2007 – ósemka – 1. miejsce[1].
- Mistrzostwa Świata – Linz 2008 – dwójka ze sternikiem – 13. miejsce[1].